# Charline Picon
Pour les articles homonymes, voir Picon (homonymie).
Charline Picon, née le 23 décembre 1984 à Royan (France), est une véliplanchiste française, médaillée d'or aux Jeux olympiques d'été de 2016 à Rio de Janeiro puis d'argent aux Jeux olympiques d'été de 2020 à Tokyo, puis de bronze en double aux Jeux olympiques d'été de 2024 à Marseille.
Membre de l'équipe de France de voile olympique, elle s'impose à partir des années 2010 dans les épreuves internationales ; elle est ainsi championne d'Europe en 2013, 2014, 2016, 2020 et 2021, ainsi que championne du monde en 2014, avant de remporter le titre olympique en 2016 à Rio dans la classe RS:X. Quatre ans plus tard, Charline Picon est médaillée d'argent aux Jeux olympiques de Tokyo, grâce à sa victoire dans l'ultime régate, la Medal Race. À 39 ans, en duo en catégorie 49er FX avec Sarah Steyaert, elle remporte la médaille de bronze aux Jeux olympiques d'été de 2024.

## Biographie
Charline Picon est née le 23 décembre 1984 à Royan. Licenciée du club nautique de La Tremblade, elle débute la planche à voile en 1995 à l'âge de 11 ans, et intègre l'Équipe de France en 2006. 
En 2012, lors des Jeux olympiques de Londres, elle termine à la 8e place de l'épreuve de RS:X femmes. Après cette décevante place, elle hésite à arrêter la compétition car le kitesurf était pressenti pour remplacer la planche à voile lors des Jeux Olympiques suivants. 
Lors des Championnats du monde 2014 à Santander, elle remporte la médaille d'or en RS:X devant l'Espagnole Marina Alabau et l'Israélienne Maayan Davidovich. 
En octobre 2015, est annoncée sa participation aux Jeux olympiques d'été de 2016 à Rio, où elle a remporté les test events en 2014 et 2015. Pendant les Jeux olympiques de 2016, elle gagne la médaille d'or en RS:X devant la Chinoise Chen Peina et la Russe Stefaniya Elfutina. Un mois après, lors d'une cérémonie officielle, son nom est donné au centre nautique de La Tremblade où elle est licenciée. Elle est également élue Marin de l'année 2016 par la Fédération française de voile. 
Pour la saison 2016-2017, elle prend une année sabbatique pour donner naissance à son premier enfant, une petite fille nommée Lou, le 31 juillet 2017. Elle ne reprend la compétition qu'en avril 2018 après avoir recommencé l'entraînement en février. Lors de sa première compétition internationale lors des régates de la Semaine olympique à Hyères, elle finit au pied du podium,. Quelques semaines plus tôt, elle a participé à la Coupe de France à Biscarrosse où elle termine 1re. 
Trois mois après son retour à la compétition aux Championnats du monde 2018 à Aarhus, elle remporte la médaille d'argent en RS:X derrière la Néerlandaise Lilian de Geus. Cette place lui offre un billet pour les Jeux olympiques d'été de 2020.
En 2021, elle remporte son cinquième titre européen lors des championnats d'Europe à Vilamoura au Portugal devant la Néerlandaise Lilian de Geus et la Polonaise Zofia Klepacka. Elle remporte la seule médaille française de la compétition.
Lors des Jeux olympiques de Tokyo 2020, Charline Picon est troisième du classement général avant l'ultime régate, la Medal Race, qu'elle remporte le 31 juillet 2021. Cela lui permet de dépasser la britannique Emma Wilson, mais pas la Chinoise Lu Yunxiu, qui en se classant troisième de cette course, remporte le titre olympique, alors que la véliplanchiste rochelaise s'adjuge la médaille d'argent. En planche à voile RS:X, elle est la première femme à monter à deux reprises sur le podium olympique.
Après ces Jeux olympiques, Charline Picon s'associe à Sarah Steyaert. Le duo évolue en 49er FX et se classe sixième du championnat d'Europe 2023. La paire vise l'épreuve olympique de 2024 dans cette discipline et y obtient la médaille de bronze. 
Charline Picon a le grade de maître au sein de la marine nationale.

## Palmarès

### Jeux olympiques
- 2008 à Pékin ( Chine) :
  - Suppléante en RS:X
- 2012 à Londres ( Royaume-Uni) :
  - 8e en RS:X
- 2016 à Rio de Janeiro ( Brésil) :
  -  médaille d'or en RS:X
- 2021 à Tokyo ( Japon) :
  -  médaille d'argent en RS:X
- 2024 à Paris ( France) :
  -  médaille de bronze en 49erFX

### Championnats du monde
- 2009 à Weymouth ( Royaume-Uni) :
  -  médaille de bronze en RS:X
- 2010 à Kerteminde ( Danemark) :
  -  médaille de bronze en RS:X
- 2014 à Santander ( Espagne) :
  -  médaille d'or en RS:X
- 2018 à Aarhus ( Danemark) :
  -  médaille d'argent en RS:X
- 2020 à Sorrento ( Australie) :
  -  médaille d'argent en RS:X[22]

### Championnats d'Europe
- 2008 à Brest ( France) :
  -  médaille d'argent en RS:X
- 2013 à Brest ( France) :
  -  médaille d'or en RS:X
- 2014 à Çeşme ( Turquie) :
  -  médaille d'or en RS:X
- 2016 à Helsinki ( Finlande) :
  -  médaille d'or en RS:X
- 2019 à Majorque ( Espagne) :
  -  médaille de bronze en RS:X
- 2020 à Vilamoura ( Portugal) :
  -  médaille d'or en RS:X[23]
- 2021 à Vilamoura ( Portugal) :
  -  médaille d'or en RS:X[24]

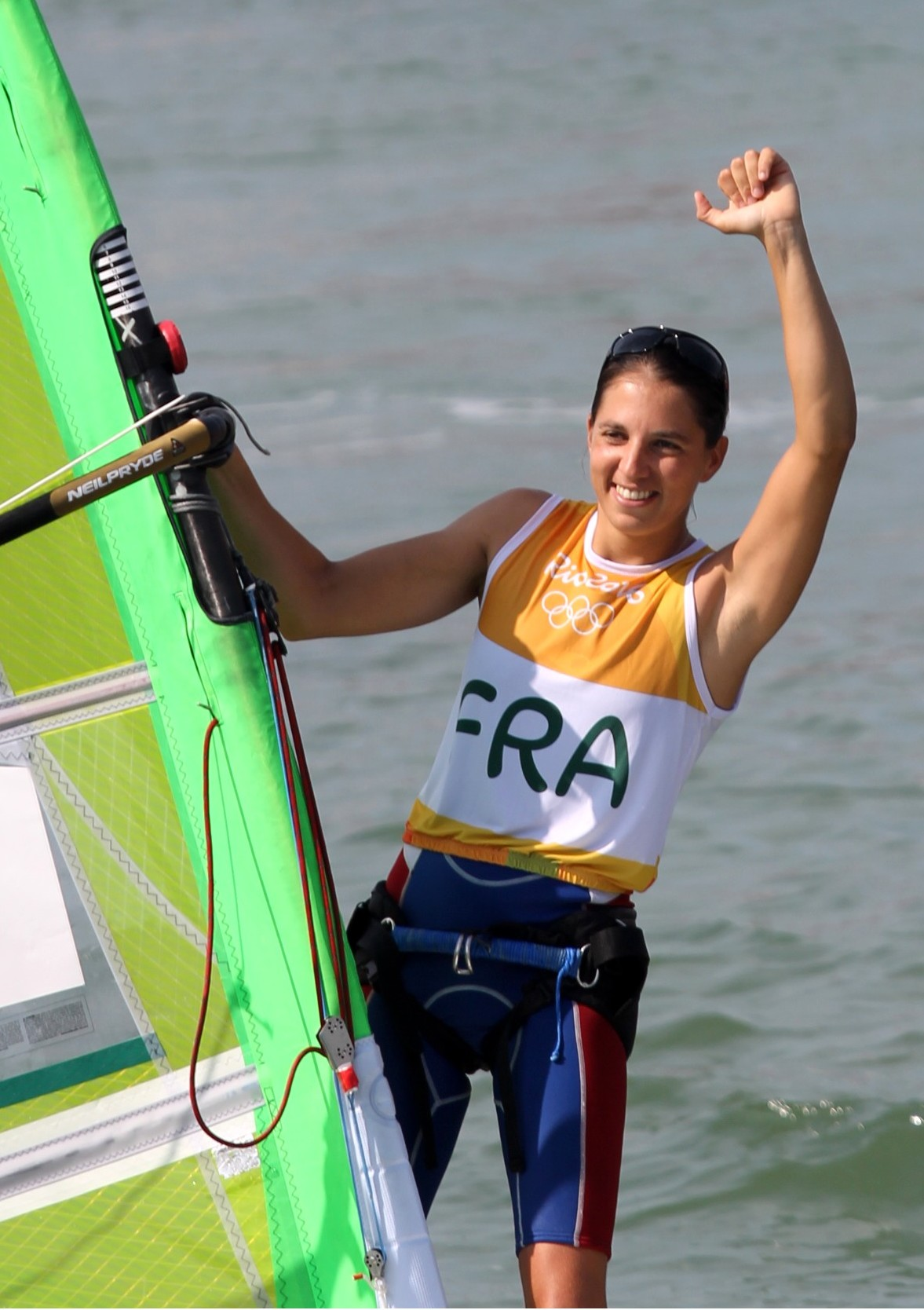
Charline Picon en 2016.
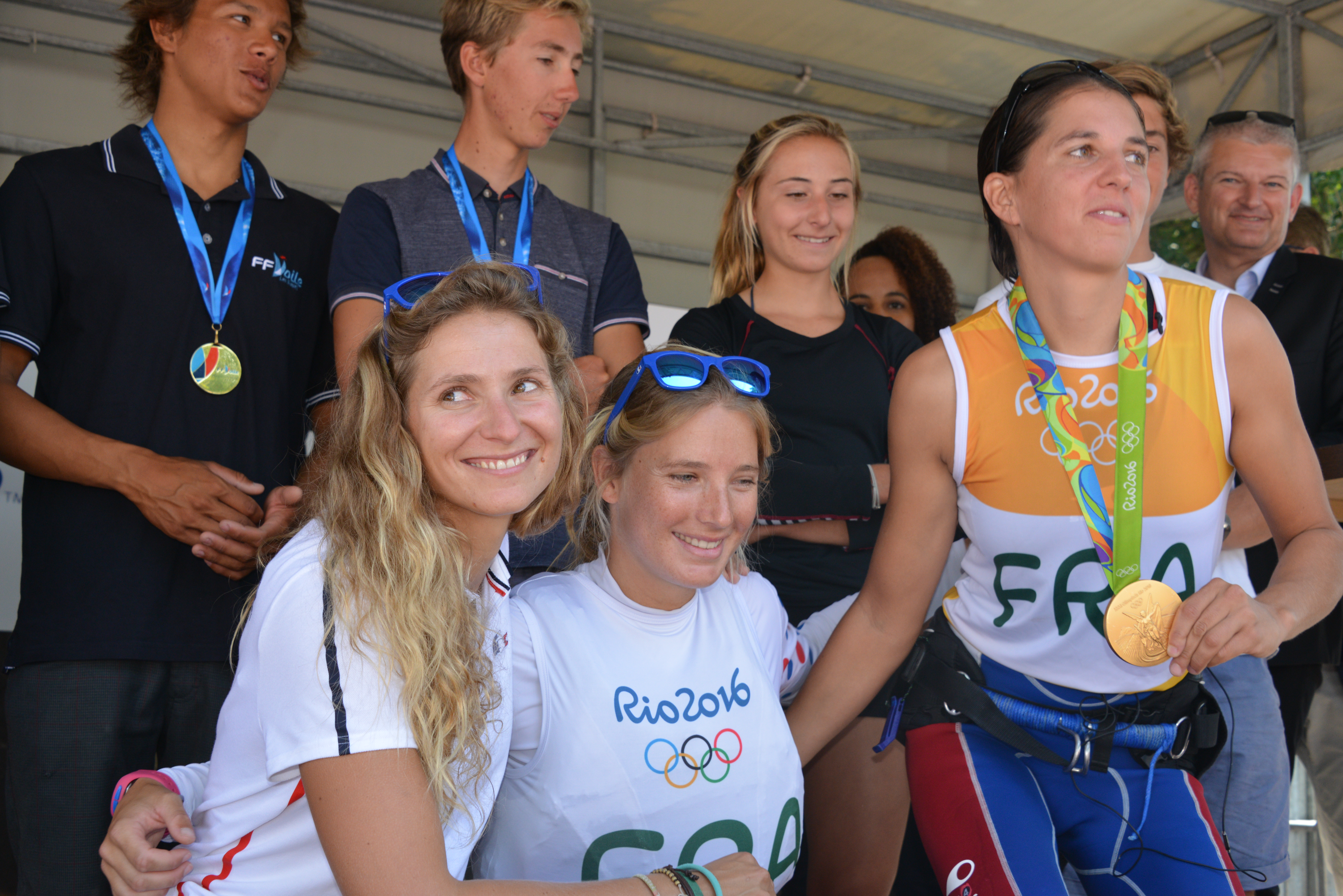
En 2016 à La Rochelle de retour des J.O. avec Violette Dorange, deuxième rang, Sarah Steyaert et Mathilde de Kerangat.

## Distinctions
- Chevalier de la Légion d'honneur le 1er décembre 2016[25].